# Донман
Донма́н (фр. Donnement) — коммуна во Франции, находится в регионе Шампань — Арденны. Департамент — Об. Входит в состав кантона Шаванж. Округ коммуны — Бар-сюр-Об.
Код INSEE коммуны — 10128.
Коммуна расположена приблизительно в 160 км к востоку от Парижа, в 50 км южнее Шалон-ан-Шампани, в 36 км к северо-востоку от Труа.

## Население
Население коммуны на 2008 год составляло 87 человек.
| 1962 | 1968 | 1975 | 1982 | 1990 | 1999 | 2008 |
| ---- | ---- | ---- | ---- | ---- | ---- | ---- |
| 194  | 194  | 165  | 128  | 101  | 111  | 87   |

## Экономика

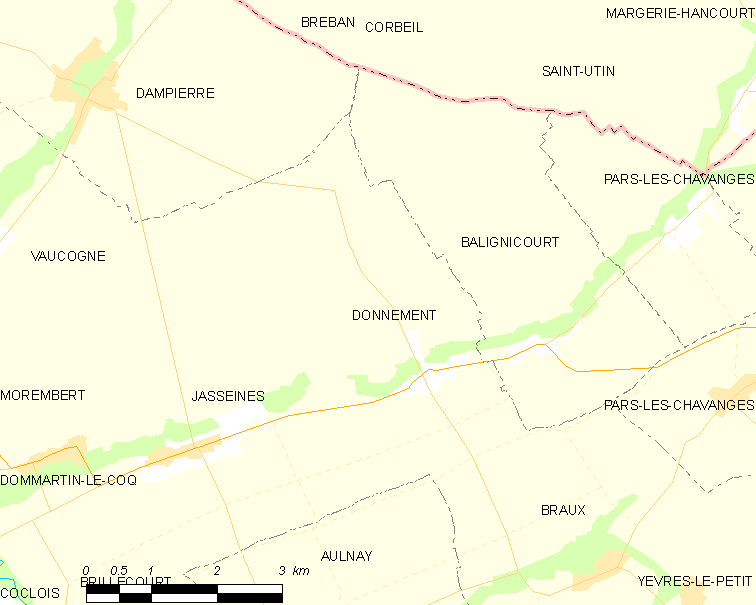
Карта коммуны

В 2007 году среди 48 человек в трудоспособном возрасте (15—64 лет) 34 были экономически активными, 14 — неактивными (показатель активности — 70,8 %, в 1999 году было 66,1 %). Из 34 активных работали 29 человек (16 мужчин и 13 женщин), безработных было 5 (4 мужчины и 1 женщина). Среди 14 неактивных 4 человека были учениками или студентами, 3 — пенсионерами, 7 были неактивными по другим причинам.

## Достопримечательности
- Церковь Сент-Аман (XII—XIII века). Памятник истории с 1987 года[3]